# سفر به مرکز زمین
سفر به مرکز زمین (فرانسوی: Voyage au centre de la Terre‎) رمانی علمی–تخیلی از ژول ورن است. داستان این رمان در مورد یک پروفسور آلمانی به نام اوتو لیدانبراک است که معتقد است که برخی دالان‌های گدازه به سمت مرکز زمین می‌روند. او به همراه برادرزاده‌اش اکسل و هانس که راهنمای آنهاست از آتشفشانی در ایسلند پایین می‌روند و با ماجراهای متعددی مانند حیوانات ماقبل تاریخ و خطرهای طبیعی مواجه می‌شوند تا اینکه در نهایت در جنوب ایتالیا در استرومبولی دوباره به سطح زمین بازمی‌گردند.